# Fédération Monégasque de Badminton
Die Fédération Monégasque de Badminton (FMBad) ist die oberste nationale administrative Organisation in der Sportart Badminton im Fürstentum Monaco.

## Geschichte
Der Verband wurde als Fédération de Badminton de Monte Carlo am 18. Juni 2010 gegründet und am 8. August 2010 administrativ registriert. 2013 wurde der Verband Mitglied im kontinentalen Dachverband Badminton Europe, ein Jahr später Mitglied in der Badminton World Federation. Nationale oder internationaler Meisterschaften wurden bis 2022 bisher nicht ausgetragen, eine Nationalmannschaft wurde jedoch bereits aufgestellt.

## Bedeutende Persönlichkeiten
- Sylvie Bertrand, Präsidentin